# Uzovce
Uzovce jsou obec na Slovensku, v okrese Sabinov v Prešovském kraji.
V roce 2011 zde žilo 530 obyvatel.